# Thank You for the Music (album)
Thank You for the Music – kompilacja zespołu ABBA wydana w 1994 r. Zawiera 66 piosenek (na czterech płytach). Na czwartej płycie znajdują się utwory, które nigdy nie zostały oficjalnie wydane.

## Lista utworów

### CD I
1. „People Need Love” – 3:04
2. „Another Town, Another Train” – 2:42
3. „He Is Your Brother” – 3:05
4. „Love Isn’t Easy (But It Sure Is Hard Enough)” – 3:15
5. „Ring Ring” – 3:04
6. „Waterloo” – 3:32
7. „Hasta Mañana” – 4:13
8. „Honey, Honey” – 4:02
9. „Dance (While The Music Still Goes On)” – 3:56
10. „So Long” – 4:04
11. „I’ve Been Waiting For You” – 2:57
12. „I Do, I Do, I Do, I Do, I Do” – 3:17
13. „SOS” – 3:23
14. „Mamma Mia” – 3:32
15. „Fernando” – 4:12
16. „Dancing Queen” – 3:52
17. „That’s Me” – 3:15
18. „When I Kissed the Teacher” – 3:01
19. „Money, Money, Money” – 3:08
20. „Crazy World” – 3:46
21. „My Love, My Life” – 3:51

### CD II
1. „Knowing Me, Knowing You” – 4:02
2. „Happy Hawaii” – 4:24
3. „The Name of the Game”
4. „I Wonder (Departure)” (Live Version) – 4:22
5. „Eagle” – 5:49
6. „Take a Chance on Me” – 4:03
7. „Thank You for the Music” – 3:49
8. „Summer Night City” (Full-length version) – 4:14
9. „Chiquitita” – 5:26
10. „Lovelight” (Alternate Mix) – 3:20
11. „Does Your Mother Know” – 3:13
12. „Voulez-Vous” (Edit) – 4:21
13. „Angeleyes” – 4:20
14. „Gimme! Gimme! Gimme! (A Man After Midnight)” – 4:45
15. „I Have a Dream” – 4:44

### CD III
1. „The Winner Takes It All” – 4:54
2. „Elaine” – 3:46
3. „Super Trouper” – 4:14
4. „Lay All Your Love on Me” – 4:33
5. „On and On and On” – 3:39
6. „Our Last Summer” – 4:18
7. „The Way Old Friends Do” (Live) – 2:53
8. „The Visitors” – 5:48
9. „One of Us” – 3:58
10. „Should I Laugh or Cry” – 4:27
11. „Head over Heels” – 3:46
12. „When All Is Said and Done” – 3:16
13. „Like An Angel Passing Through My Room” – 3:36
14. „The Day Before You Came” – 5:50
15. „Cassandra” 4:50
16. „Under Attack” – 3:44

### CD IV
1. „Put On Your White Sombrero” – 4:34
2. „Dream World” – 3:36
3. „Thank You for the Music” (Doris Day Mix)- 4:03
4. „Hej Gamle Man” – 3:21
5. „Merry-Go-Round” – 3:20
6. „Santa Rosa” – 3:01
7. „She’s My Kind of Girl” – 2:44
8. „Medley: Pick a Bale of Cotton, on Top of Old Smokey, Midnight Special” – 4:21
9. „You Owe Me One” – 3:25
10. „Slipping Through My Fingers”/„Me and I” (Live) – 8:37
11. ABBA Undeleted – 23:30
12. „Waterloo” (French/Swedish version) – 2:40
13. „Ring Ring” (Swedish/Spanish/German version) – 4:22
14. „Honey, Honey” (Swedish version) – 2:57